# Brug 472
Brug 472 is een kunstwerk in Amsterdam-Oost. Hoewel genummerd als brug is er sprake van een viaduct / tunnel.
Het kunstwerk is gelegen in de Flevoweg. Deze weg werd rond 1958/1959 aangelegd als verbinding tussen de Insulindeweg en de Zuiderzeeweg om zo een verbinding te vormen tussen Amsterdam-Oost en Amsterdam-Noord. Deze weg zou voor langere tijd de hoofdverbinding vormen tussen deze twee delen van de stad, totdat de IJ-tunnel in 1968 werd opgeleverd en in 1990 de Zeeburgertunnel.
In verband met de te verwachten verkeersdrukte werd een gedeelte van de Flevoweg al verhoogd aangelegd, in ieder geval het zuidelijk gedeelte, de aansluiting met de Insulindeweg. Deze doorgaande weg maakte hier een bocht  van 90 graden naar het noorden en kruiste daarbij de toegang vanuit de Javastraat / Javaplantsoen naar het Flevopark. Het was al de tijd van de splitsing tussen langzaam (voetgangers en fietsers) en snel (gemotoriseerd) verkeer. Er werd besloten die toegang ongelijkvloers aan te leggen. De bouw van het viaduct / de tunnel begon in juli 1959. De weg zou pas later opgeleverd worden. Er kwam een wit betonnen viaduct / tunnel met blauwe balustrades, de architectonische handtekening destijds van de Dienst der Publieke Werken. De voetgangers kregen bij die toegang naar het park wel een cultuurshock; de ingang van het Flevopark wordt al veel langere tijd gevormd door de zogenaamde Hekkepoort uit 1770, een gemeentelijk monument.
Sinds 1980 rijdt er een tram over het viaduct, tegenwoordig tramlijn 3 en tramlijn 14. Ook buslijn 37 en buslijn N89 maken gebruik van het viaduct.
In 2014 werd het viaduct opgefleurd door twee muurschilderingen van de plaatselijk kunstenaar Domingos Martins. Hij beschilderde de twee tunnelwanden met vogels van diverse pluimage, wellicht een verwijzing naar het Amazonegebied, Brazilië, het geboorteland van de kunstenaar. 

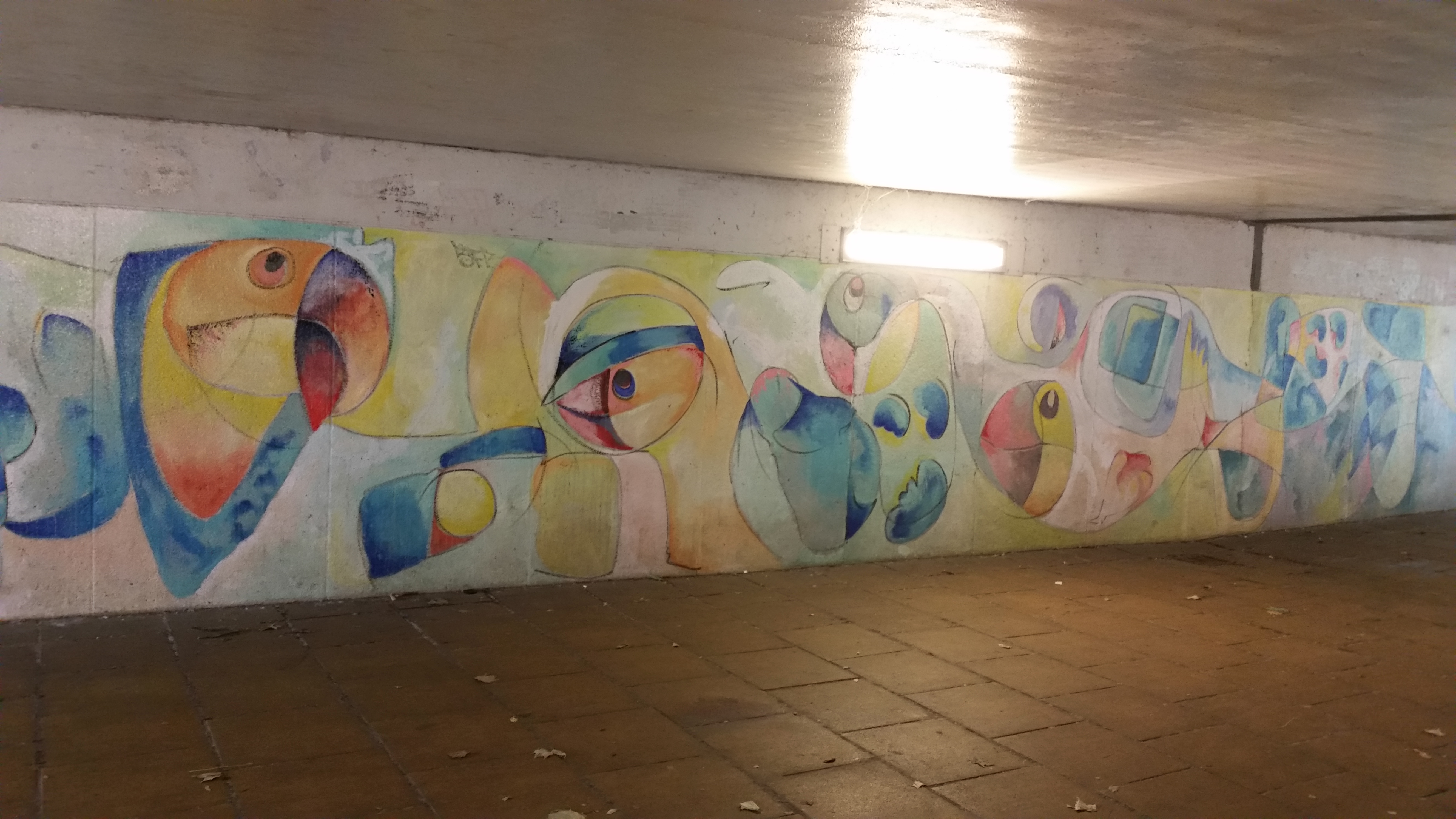
Fragment van de muurschildering (juni 2018)

<<< · 400 · 401 · 402 · 403 · 404 · 405 · 406 · 407 · 408 · 409 · 410 · 411 · 413 · 414 · 415 · 416 · 417 · 418 · 419 · 420 · 421 · 422 · 423 · 424 · 425 · 427 · 429 · 430 · 431 · 432 · 433 · 434 · 435 · 436 · 437 · 438 · 439 · 440 · 441 · 442 · 443 · 444 · 445 · 446 · 447 · 448 · 449 · 450 · 451 · 452 · 453 · 454 · 455 · 456 · 457 · 458 · 459 · 460 · 461 · 462 · 463 · 464 · 465 · 466 · 469 · 470 · 471 · 472 · 473 · 474 · 475 · 476 · 478 · 479 · 480 · 482 · 483 · 485 · 486 · 487 · 488 · 489 · 490 · 491 · 492 · 493 · 494 · 495 · 496 · 497 · 499 · >>>
Brugnummers 412, 426, 428, 467, 468, 477, 481, 484 en 498 zijn niet (meer) vergeven.